# Крищишин, Владислав Васильевич
Владислав Васильевич Крищишин (19 ноября 1946, Львов — 8 апреля 2001, там же) — советский тяжелоатлет, чемпион СССР (1969), двукратный чемпион Европы (1969, 1970), чемпион мира (1969), многократный рекордсмен мира в жиме, толчке и сумме троеборья (17 рекордов Мира), установил 24 рекорда СССР. Заслуженный мастер спорта СССР (1969). Награждён медалью «За трудовую доблесть» (1969).

## Биография
Родился 19 ноября 1946 года во Львове. Занимался тяжёлой атлетикой под руководством Николая Комешова.
В конце 1960-х годов входил в число ведущих советских атлетов наилегчайшего веса. В 1969 году после победы на чемпионате СССР был включён в состав советской сборной на чемпионате мира и Европы в Варшаве. В упорной борьбе с соотечественником Владимиром Сметаниным ему удалось выиграть эти соревнования и установить мировой рекорд в сумме троеборья. В июне 1970 года завоевал золотую медаль чемпионата Европы в Сомбатхее. В сентябре того же года участвовал в чемпионате мира в Колумбусе, где стал серебряным призёром в жиме, но показал лишь пятый результат в рывке и не смог выполнить ни одной попытки в толчке.
Окончил Львовский государственный медицинский институт. После завершения спортивной карьеры работал врачом-стоматологом.
Умер 8 апреля 2001 года во Львове. Похоронен на Яновском кладбище.